# Anaplectella smedleyi
Anaplectella smedleyi är en kackerlacksart som beskrevs av Hanitsch 1928. Anaplectella smedleyi ingår i släktet Anaplectella och familjen småkackerlackor. Inga underarter finns listade i Catalogue of Life.